# Тале
Тале (нем. Thale) — город в Германии, в земле Саксония-Анхальт, входит в состав района Гарц, и образует городской округ с 12 районами.
Население составляет 18017 человек (на 31 декабря 2013 года). Занимает площадь 137,62 км².

## История
Первое упоминание о поселении относится к 936 году.
В 1922 году Тале получил статус города.

## Городской округ
В состав городского округа Тале вошли 12 населённых пунктов, которые образуют его районы:
| Населённый пункт | Дата вхождения  |
| ---------------- | --------------- |
| город Тале       |                 |
| Альмсфельд       | 1 июля 2009     |
| Альроде          | 1 января 2011   |
| Альтенбрак       | 1 июля 2009     |
| Варнштедт        | 21 декабря 2003 |
| Веддерслебен     | 1 января 2009   |
| Вендефурт        | 1 июля 2009     |
| Вестерхаузен     | 1 сентября 2010 |
| Найнштедт        | 1 января 2009   |
| Трезебург        | 1 июля 2009     |
| Фридрихсбрун     | 23 ноября 2009  |
| Штекленберг      | 23 ноября 2009  |

## Промышленность
С 1686 года в горах рядом с городом добывали и перерабатывали железную руду. С 1941 года в городе работает один из первых и до сих пор один из крупнейших в Германии заводов порошковой металлургии, принадлежащий компании Schunk Sintermetalltechnik GmbH.

## Галерея

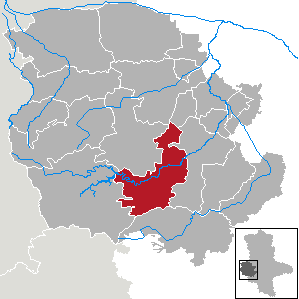
Городской округ Тале на карте района Гарц
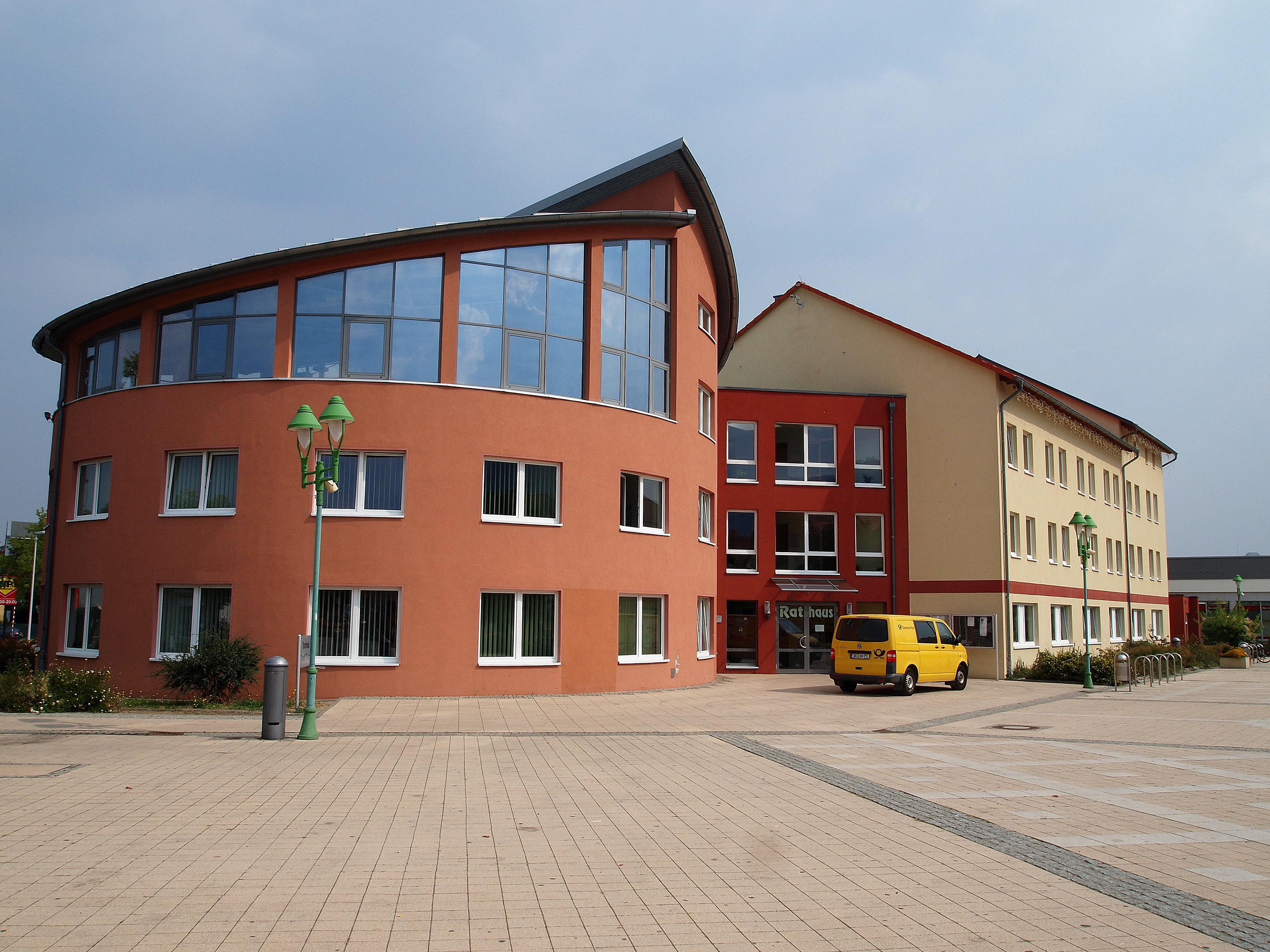
Городская ратуша
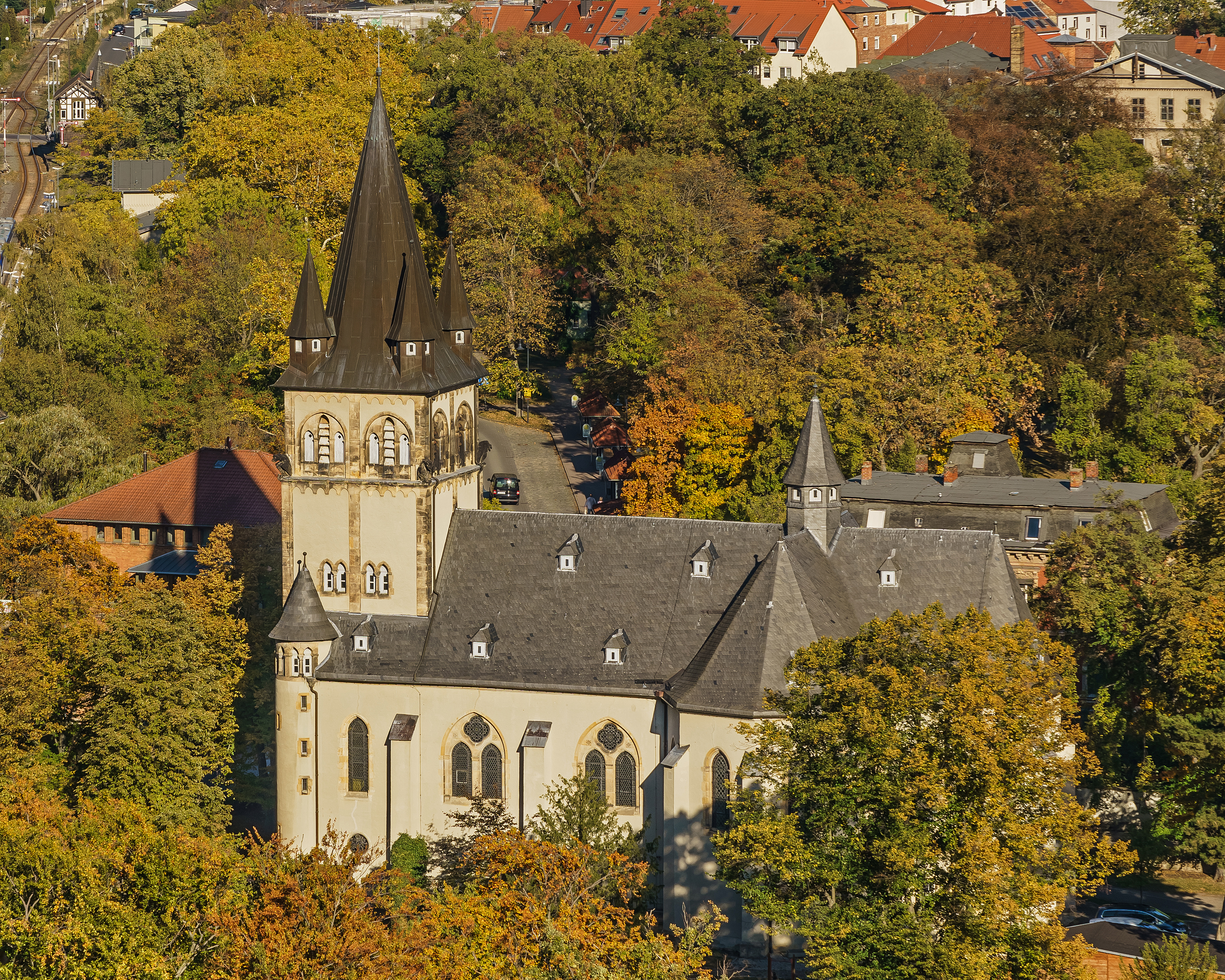
Церковь в Тале
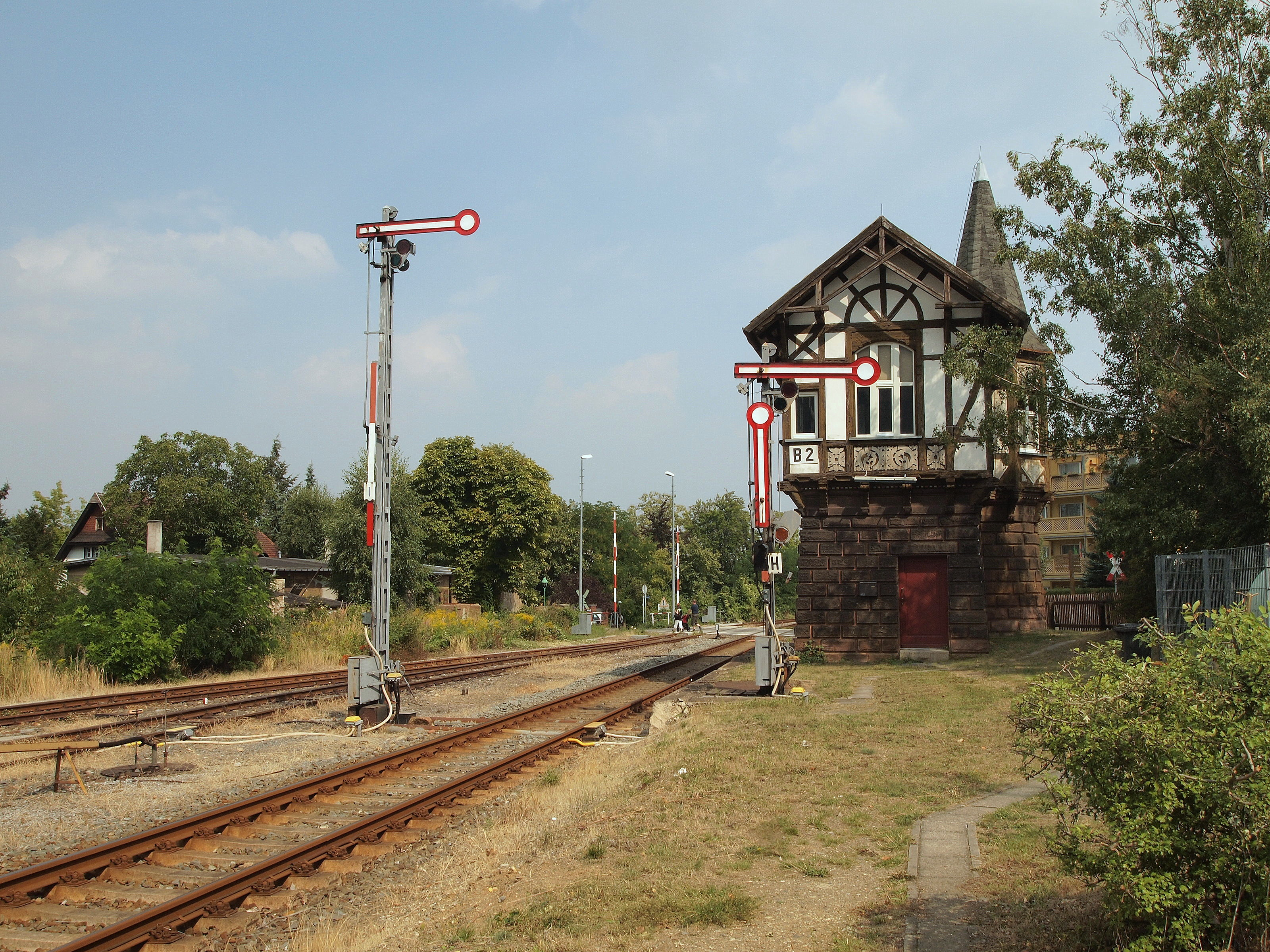
Ж/д станция в Тале